# Jerome (Idaho)
Jerome és una població dels Estats Units a l'estat d'Idaho. Segons el cens del 2000 tenia 7.780 habitants.

## Demografia
Segons el cens del 2000, Jerome tenia 7.780 habitants, 2.776 habitatges, i 1.959 famílies. La densitat de població era de 938,7 habitants/km².
Dels 2.776 habitatges en un 38,5% hi vivien nens de menys de 18 anys, en un 53,8% hi vivien parelles casades, en un 11,2% dones solteres, i en un 29,4% no eren unitats familiars. En el 24,6% dels habitatges hi vivien persones soles l'11,7% de les quals corresponia a persones de 65 anys o més que vivien soles. El nombre mitjà de persones vivint en cada habitatge era de 2,77 i el nombre mitjà de persones que vivien en cada família era de 3,32.
Per edats la població es repartia de la següent manera: un 31,6% tenia menys de 18 anys, un 9,9% entre 18 i 24, un 27,9% entre 25 i 44, un 17,3% de 45 a 60 i un 13,3% 65 anys o més.
L'edat mediana era de 31 anys. Per cada 100 dones de 18 o més anys hi havia 95,7 homes.
La renda mediana per habitatge era de 30.074 $ i la renda mediana per família de 34.046 $. Els homes tenien una renda mediana de 26.000 $ mentre que les dones 19.162 $. La renda per capita de la població era de 13.023 $. Aproximadament el 12,9% de les famílies i el 15,5% de la població estaven per davall del llindar de pobresa.

## Poblacions més properes
El següent diagrama mostra les poblacions més properes.